# Петуховщина (Смоленская область)
Петуховщина — деревня в Хиславичском районе Смоленской области России. Входит в состав Печерского сельского поселения. По состоянию на 2007 год постоянного населения не имеет. 
Расположена в юго-западной части области в 15 км к югу от Хиславичей, в 40 км западнее автодороги А141 Орёл — Витебск, на берегу реки Чёрная Немка. В 40 км восточнее деревни расположена железнодорожная станция Крапивенская на линии Смоленск — Рославль. 

## История
В годы Великой Отечественной войны деревня была оккупирована гитлеровскими войсками в июле 1941 года, освобождена в сентябре 1943 года.
В 2004—2018 годах деревня входила в состав Микшинского сельского поселения. В связи с упразднением поселения законом Смоленской области № 174-з от 20 декабря 2018 года включена в состав Печерского сельского поселения.